# Calvin Kabuye
Calvin Kabuye (Huddinge, 28 marzo 2003) è un calciatore svedese naturalizzato ugandese, attaccante del Varberg in prestito dal Mjällby, e della nazionale ugandese.

## Carriera

### Club
Kabuye è cresciuto nei settori giovanili dell'IF Olympia con sede a Farsta, dello Sköndals IK nella stessa circoscrizione e infine, dal 2015 in poi, dell'AIK. Il 28 gennaio 2022 ha firmato il suo primo contratto professionistico con lo stesso AIK, passando contestualmente in prestito al Vasalund nella terza serie nazionale. Ha debuttato il 3 aprile nell'incontro di Ettan 2022 perso 4-0 contro l'Umeå FC e quattro settimane più tardi ha segnato il suo primo gol nel successo per 2-0 contro l'Örebro Syrianska.
Rientrato all'AIK, ha debuttato il 6 marzo 2023 in Svenska Cupen contro il Varberg per poi passare in prestito in seconda divisione all'Östersund fino a fine anno.
Il 6 dicembre 2023 è stato acquistato a titolo definitivo dal Sandvikens IF, altro club di seconda divisione, con cui ha disputato 29 partite nella Superettan 2024.
In vista della stagione 2025 si è trasferito nella massima serie nazionale con un contratto valido fino al 2029. Con la maglia giallonera ha collezionato le prime quattro presenze in Allsvenskan della sua carriera, per poi tornare a luglio, intorno a metà campionato, al Varberg con la formula del prestito, facendo così ritorno nella seconda serie svedese.

### Nazionale
Nel 2023 ha giocato un incontro con la Svezia Under-20.
Ha debuttato con la nazionale maggiore ugandese il 19 novembre 2024 giocando titolare l'incontro di qualificazione per la Coppa d'Africa 2023 vinto 1-0 contro il Congo.

## Statistiche

### Presenze e reti nei club
Statistiche aggiornate al 18 novembre 2024.
| Stagione        | Squadra         | Campionato      | Campionato | Campionato | Coppe nazionali | Coppe nazionali | Coppe nazionali | Coppe continentali | Coppe continentali | Coppe continentali | Altre coppe | Altre coppe | Altre coppe | Totale | Totale | Totale |
| Stagione        | Squadra         | Comp            | Pres       | Reti       | Comp            | Pres            | Reti            | Comp               | Pres               | Reti               | Comp        | Pres        | Reti        | Pres   | Reti   |        |
| --------------- | --------------- | --------------- | ---------- | ---------- | --------------- | --------------- | --------------- | ------------------ | ------------------ | ------------------ | ----------- | ----------- | ----------- | ------ | ------ | ------ |
| 2022            | Vasalund        | D1              | 28         | 15         | CS+CS           | 0+2             | 0+1             | -                  | -                  | -                  | -           | -           | -           | 30     | 16     |        |
| 2023            | AIK             | A               | 0          | 0          | CS              | 1               | 0               | -                  | -                  | -                  | -           | -           | -           | 1      | 0      |        |
| 2023            | Östersund       | S1              | 29         | 4          | CS              | 1               | 1               | -                  | -                  | -                  | -           | -           | -           | 30     | 5      |        |
| 2024            | Sandvikens IF   | S1              | 29         | 9          | CS+CS           | 0               | 0               | -                  | -                  | -                  | -           | -           | -           | 29     | 9      |        |
| Totale carriera | Totale carriera | Totale carriera | 86         | 28         |                 | 4               | 2               |                    | -                  | -                  |             | -           | -           | 90     | 30     |        |

### Cronologia presenze e reti in nazionale
| Cronologia completa delle presenze e delle reti in nazionale ― Uganda | Cronologia completa delle presenze e delle reti in nazionale ― Uganda | Cronologia completa delle presenze e delle reti in nazionale ― Uganda | Cronologia completa delle presenze e delle reti in nazionale ― Uganda | Cronologia completa delle presenze e delle reti in nazionale ― Uganda | Cronologia completa delle presenze e delle reti in nazionale ― Uganda | Cronologia completa delle presenze e delle reti in nazionale ― Uganda | Cronologia completa delle presenze e delle reti in nazionale ― Uganda |
| Data                                                                  | Città                                                                 | In casa                                                               | Risultato                                                             | Ospiti                                                                | Competizione                                                          | Reti                                                                  | Note                                                                  |
| --------------------------------------------------------------------- | --------------------------------------------------------------------- | --------------------------------------------------------------------- | --------------------------------------------------------------------- | --------------------------------------------------------------------- | --------------------------------------------------------------------- | --------------------------------------------------------------------- | --------------------------------------------------------------------- |
| 19-11-2024                                                            | Brazzaville                                                           | Rep. del Congo                                                        | 0 – 1                                                                 | Uganda                                                                | Qual. Coppa d'Africa 2025                                             | -                                                                     | 82’                                                                   |
| 25-3-2025                                                             | Kampala                                                               | Uganda                                                                | 1 – 0                                                                 | Guinea                                                                | Qual. Mondiali 2026                                                   | -                                                                     | 60’                                                                   |
| Totale                                                                |                                                                       | Presenze                                                              | 2                                                                     |                                                                       | Reti                                                                  | 0                                                                     |                                                                       |